# Henry Cézanne
Henry Cézanne, né à Tours le 25 août 1869 et mort à Lavardac le 6 avril 1949, est un avocat et une personnalité française du monde syndical et automobile.

## Biographie
Henry Cézanne est le fils d'Ernest Cézanne et de Marguerite Sagey (fille de l'ingénieur des mines Charles-Paul-Gabriel Sagey et de Henriette-Rose Goüin).
Il choisit d'intégrer l'École navale, mais des problèmes de santé l'empêchent finalement de rejoindre Navale, à sa grande déception.
Devenu avocat, et fixé en Lot-et-Garonne à la suite de son mariage, en 1894, avec Marthe Nismes, nièce du général Paul-Arthur Nismes (Henry épousera en secondes noces Marie-Thérèse de Beine), il introduit dans ce département la toute première voiture automobile. Très tôt un grand amateur de l'automobile (son permis de conduire portait le no 6), il devient un des animateurs des organisations syndicales de cette industrie.
Rentré à Paris en 1905, il se voit confier l'organisation de son service social par le Comité des forges.
Prenant part à la création de la Chambre syndicale des constructeurs automobiles, il y prend pour dix ans les fonctions de secrétaire général en 1909, quand Armand Peugeot en prend la présidence.
Cézanne est secrétaire général du Salon de l’automobile de 1910 à 1932, dont il est l'un des grands artisans.
Membre de l'Automobile Club de France de 1911 à 1946, dont il est siège au comité durant de nombreuses années, il participe activement à la fondation de la Fédération nationale des clubs automobiles de France. Propriétaire d'un yacht au Havre, il est également membre du Yacht Club de France.
En 1913, il devient le commissaire général du comité d'organisation des Exposition internationale de l'automobile, du cycle et des sports.
Au début de la Grande Guerre, alors âgé de 45 ans, il s'engage tout de suite en tant que volontaire, comme simple soldat de 2e classe.
Louis Renault sollicite son concours pour l'organisation du rappel des ouvriers spécialisés afin de les affecter aux usines d'armement, ce à quoi il se consacre jusqu'à la fin de la guerre. 

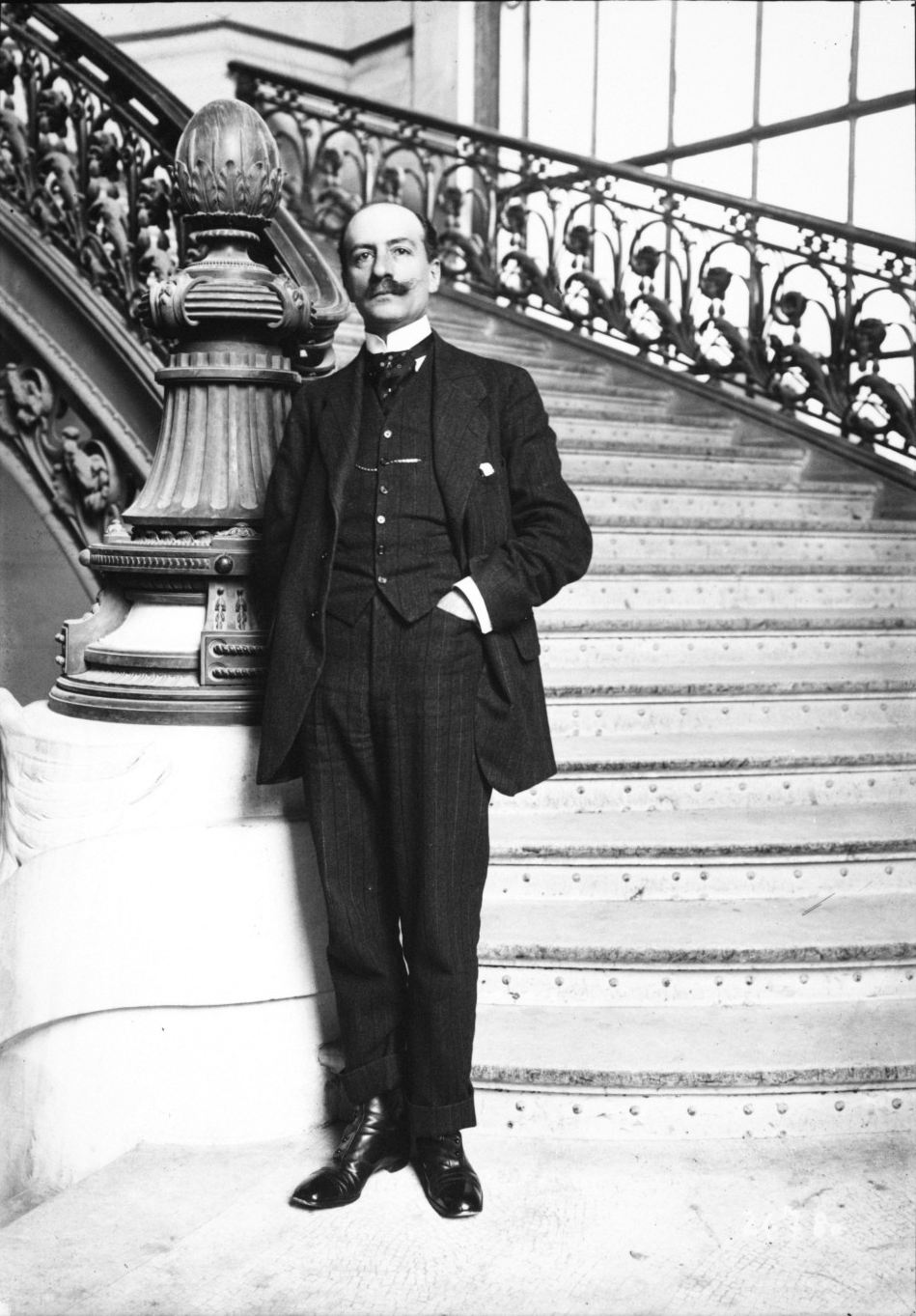
Photographie d'Henry Cézanne, secrétaire général du Salon de l'Automobile club.

En 1920, il souhaite quitter ses fonctions de secrétaire général de la Chambre syndicale des constructeurs automobiles. Le baron Charles Petiet, qui a succédé à Peugeot à la présidence, le convainc de prolonger sa collaboration avec le titre de secrétaire général honoraire, en étant chargé notamment de certaines questions spécifiques, notamment en lien avec certains organismes extérieurs dont il est membre.
Lors de l'assemblée constitutive du Bureau permanent international des Constructeurs d'Automobiles, le 5 mars 1919, Cézanne en est désigné à l'unanimité secrétaire-trésorier, fonctions qu'il assure jusqu'en 1930, où sa santé le pousse à en donner sa démission. Il en est alors nommé vice-président honoraire.
Son action permet l'ouverture de cet organisme aux constructeurs allemand, espagnols, suisses, hollandais, autrichiens et tchécoslovaques, alors qu'il n'était constitué à l'origine qhe par les groupements de constructeurs américains, français, anglais, belges et italiens.
Il prend sa retraite en 1933, se retirant alors dans sa propriété de Lavardac dans le Lot-et-Garonne. Il se consacre alors notamment aux aveugles, pour lesquels il compose de nombreux ouvrages en écriture Braille.
Henry Cézanne meurt le 6 avril 1949. Il était décoré de la Légion d'honneur et de plusieurs décorations coloniales et étrangères.